# So Sad
So Sad è una canzone di George Harrison, inizialmente ceduta ad Alvin Lee, il quale la pubblicò con il nome di So Sad (No Love of His Own), ed in seguito ripresa ed incisa per l'album Dark Horse (1974).

## Il brano

### Storia e composizione
Il testo parla di una grande scomparsa, e, ritornando allo stile di sue precedenti composizioni come All Things Must Pass, inizia parlando di un uomo solo senza amore in prima persona, per poi passare, con il ritornello, alla terza, e ritornare alla prima nel verso finale. Al di fuori del ritornello, in Re maggiore, So Sad è in Do, e presenta una progressione armonica carica di tensione.

### Living in the Material World
È stato ipotizzato che una prima versione di So Sad sia stata realizzata durante le sessions per l'album Living in the Material World (1973) che intercorsero dall'ottobre 1972 fino al gennaio dell'anno seguente, e presentavano, fra i musicisti, anche Ringo Starr e Nicky Hopkins, che suonarono anche sulla versione ufficialmente pubblicata del brano. Tra il tanto materiale non pubblicato da quelle sedute, ci fu anche un'early version di Photograph, composta da Harrison e Starr, una futura hit di quest'ultimo.

### Alvin Lee & Mylon LeFevre
George Harrison aveva conosciuto Alvin Lee, frontman dei Ten Years After, in un pub di Henley; Lee faceva parte della "Henley Music Mafia", un gruppo di stars locali che, negli anni settanta, erano abbastanza ritirate dal campo della Musica. Avendo saputo che Alvin stava incidendo un album di country e folk music con la cantante gospel statunitense Mylon LeFevre, offrì al primo So Sad. Registrata al FPSHOT nell'agosto 1973, la canzone vide la partecipazione di Ronnie Wood, il chitarrista dei Faces. Lee partecipò alle sessions per l'album di debutto degli Splinter, The Place I love (1974), prodotto dallo stesso George, oltre che a suonare su Ding Dong, Ding Dong dell'LP Dark Hore.
Con l'aggiunta del sottotitolo No Love of His Own, la versione del duo Lee-LeFevre differisce per l'umore dalla successiva di Harrison, renendo la canzone ancora più triste. Pubblicata sull'album On the Road to Freedom nel novembre 1973 ed in seguito come singolo (b-side: On the Road to Freedom), ebbe una buona accoglienza critica.

### Dark Horse
Dopo la composizione di So Sad, la situazione coniugale di George Harrison continuò a degenerare, con lui che rivelò a Ringo Starr di essere innamorato di sua moglie, Maureen Cox, e, probabilmente, qualche settimana dopo Pattie Boyd, tornata a casa, trovò il marito e la signora Starkey a letto assieme. A differenza di altre due composizioni cedute dal chitarrista ad altri artisti ed in seguito riprese, come Try Some, Buy Some (Living in the Material World, 1973) e You (Extra Texture, 1975), originariamente date a Ronnie Spector, su cui George partì usando l'originale base ritmica e sovraincidendosi sopra, in questo caso, come si vede dopo, il musicista registrò nuovamente il brano.
La traccia di base della canzone venne incisa a novembre 1973, con Nicky Hopkins al pianoforte e Ringo Starr, Jim Keltner e Klaus Voorman alla sezione ritmica; la parte di basso di quest'ultimo venne in seguito rifatta da Willie Weeks ed Harrison sovraincisedue parti di chitarra acustica a 12 corde, di piano elettrico e di slide guitar, con un risultato musicale definito "delizioso" da Nicholas Schaffner. Annoverato tra i momenti migliori di Dark Horse, l'elemento musicale maggiormente lodato è stata la parte di chitarra a 12 corde.

### Pubblicazione ed accoglienza
Dark Horse venne pubblicato dalla Apple Records nel dicembre 1974, e presenta So Sad come terza traccia, al centro di un trittico riguardante i problemi coniugali di George Harrison: è posta infatti tra Simply Shady e la sua versione, con un testo modificato, di Bye Bye Love. Stroncato dai critici per la cattiva qualità delle linee vocali del chitarrista, sofferente, in quel periodo, di laringite, non ebbe neanche un buon successo commerciale, a differenza del precedente Living in the Material World (1973), non molto apprezzato dalla critica, ma di ottimo successo nelle vendite. Il 1974 fu un'annata pessima per il musicista: dopo la separazione dalla moglie, venne distrutto dai critici per via della malattia e, per quanto la voce era in pessimo stato, si gettò ugualmente in una tournée in America.
Harrison, sulla sua autobiografia I, Me, Mine( 1980), ha affermato che gli piace molto la canzone, ma che è fin troppo deprimente. Il biografo Simon Leng ne lodò particolarmente la progressione armonica, ed affermò che la versione di Dark Horse è molto più straziante di quella della coppia Alvin Lee-Mylon LeFevre, e che, assomigliando ad un'eclissi solare, si tratta dell'antitesi di Here Comes the Sun, simboleggiando la momentanea fine del sogno di Hare Krishna per Harrison, entrato, secondo lui, in crisi spirituale dopo il dolore umano della separazione. Lo ha definito, andando controcorrente, come un brano che crea disprezzo, fa notare la situazione dell'ex-beatle nel 1974, e che il singolo di Lee e di Mylon meritava una migliore accolienza. Inoltre, sul Circus Raves, Micheal Gross descrisse So Sad come lussuriosa, ed ha affermato che l'introduzione di chitarra mostra la "miseria della solitudine". Il critico musicale Richard Ginell di AllMusic ha evidenziato questa traccia come un'highlist; l'unica altra composizione che ha avuto quell'onore è la title track Dark Horse.

## Formazione
- George Harrison: voce, chitarre acustiche a 12 corde, slide guitars, pianoforti elettrici
- Willie Weeks: basso elettrico
- Nicky Hopkins: pianoforte
- Ringo Starr: batteria
- Jim Keltner: batteria[32]